# Иванов, Никита Павлович
Никита Павлович Иванов (род. 31 октября 1991, Красноярск, СССР) — российский профессиональный баскетболист, играющий на позиции тяжёлого форварда. Выступает за баскетбольный клуб «Темп-СУМЗ».

## Карьера
До поступления в Сибирский федеральный университет, в специализированной спортшколе баскетболом Иванов не занимался. Только в 17 лет, сыграв на одном из городских турниров, Никиту заметили тренеры СФУ и пригласили в вузовскую команду. В сезоне 2011/2012 Иванов (18,3 очка, 10,4 подбора и 2,5 передачи в среднем за игру) стал одним из творцов победы команды СФУ в финале Сибирского федерального округа чемпионата АСБ.
Летом 2012 года, выступая на «Кубке Богачёва» в Казани, Иванова приметил тренер молодёжной команды «Красных крыльев» Станислав Ищенко. В сезоне 2012/2013 Никита дебютировал за «Красные крылья» и помог молодёжной команде самарского клуба выиграть бронзовые медали чемпионата России.
Перед началом сезона 2014/2015 Иванову поступило предложение выступать за «Химки-Подмосковье». В том сезоне Никита принял участие в 37 матчах и набирал 7,9 очка и 4,8 подбора в среднем за игру.
В июне 2016 года стал игроком «Самары», приняв участие в 28 матчах, в которых в среднем набирал 5,3 очка и 3 подбора.
15 мая 2017 года, на гала-вечере, посвященном 10-летию АСБ, Иванов был включён в Зал славы АСБ.
В июле 2017 года, в составе команды «Lapp Russia», Иванов стал серебряным призёром чемпионата России по баскетболу 3х3.
В октябре 2017 года Иванов перешёл в магнитогорское «Динамо», став серебряным призёром Суперлиги-2 дивизион и вошёл в символическую пятёрку турнира как «Лучший центровой».
В сезоне 2018/2019 Иванов вновь стал серебряным призёром Суперлиги-2 дивизион и во второй раз был признан «Лучшим центровым» турнира.
В мае 2020 года Иванов продолжил карьеру в «Университете-Югра».
В августе 2022 года Иванов стал игроком клуба «Тамбов».
В сентябре 2024 года стал игроком клуба «Темп-СУМЗ».

## Сборная России
В 2011 году Иванов принял участие в летней Универсиаде-2011 в составе студенческой сборной России.

## Интересные факты
В сезоне 2016/2017 Иванов дважды ломал кольца во время игры в самарской «МТЛ Арене». В интервью сайту sports.ru, Никита прокомментировал курьёзную ситуацию: 
Именно такой момент у меня был впервые. Он стал для меня неожиданностью. Честно говоря, ломать кольцо я не планировал (смеётся). Получилось забавно. Надеюсь, зрителям было весело и они получили какие-то эмоции. Да я и сам теперь знаю, что есть во мне мощь, чтобы кольца ломать (смеётся). Потом в той же игре я нечаянно сломал нос Максиму Числову — такой вот насыщенный получился день... Раньше я если только руки резал об щиты — а вот кольца все оставались целы. Залов в России и так мало, так что к инвентарю мы относились всегда бережно. Поэтому вспомнить здесь мне больше и нечего...»

## Достижения
- Чемпион Суперлиги: 2024/2025
- Серебряный призёр Суперлиги-2 дивизион (2): 2017/2018, 2018/2019
- Серебряный призёр чемпионата России 3х3: 2017

## Статистика
| Сезон                                                                                   | Команда        | Лига            | GP | GS | MPG  | FG%   | 3P% | FT% | RPG | APG | SPG | BPG | PPG |  |
| 2012/13                                                                                 | Красные крылья | ПБЛ             | 1  | 1  | 10,4 | 0,0   | 0,0 | 0,0 | 0,0 | 0,0 | 0,0 | 0,0 | 0,0 |  |
| 2014/15                                                                                 | Все клубы      | Все лиги        | 6  | 0  | 1,9  | 100,0 | 0,0 | 0,0 | 0,2 | 0,2 | 0,2 | 0,0 | 0,7 |  |
| 2014/15                                                                                 | Химки          | Единая лига ВТБ | 5  | 0  | 2,0  | 100,0 | 0,0 | 0,0 | 0,2 | 0,2 | 0,2 | 0,0 | 0,8 |  |
| 2014/15                                                                                 | Химки          | Еврокубок       | 1  | 0  | 1,4  | 0,0   | 0,0 | 0,0 | 0,0 | 0,0 | 0,0 | 0,0 | 0,0 |  |
|                                                                                         |                | Всего           | 7  | 1  | 3,1  | 66,7  | 0,0 | 0,0 | 0,1 | 0,1 | 0,1 | 0,0 | 0,6 |  |
| Наведите курсор мыши на аббревиатуры в заголовке таблицы, чтобы прочесть их расшифровку |                |                 |    |    |      |       |     |     |     |     |     |     |     |  |